# شهرفضایی (اژدهاسوران)
شهرفضایی (اژدهاسواران) نام مجموعه پویانمایی فرانسوی-امریکایی است که طی سالهای ۱۹۹۶–۱۹۹۷ پخش شده‌است. Savin Yeatman-Eiffel نویسنده آن و استودیوی Gaumont Multimédia (که بعدها به Xilam Animation تغییر نام داد) آنرا باهمکاری Abrams/Gentile Entertainment در۲۶ قسمت تولید کرد.
داستان درخصوص ماجراها و فعالیت‌های ائتلافی به نام Dragonators (در ایران اژدهاسواران) (این نام از ترکیب نام‌های "dragon" و "aviators" گرفته شده‌است)، است. این ائتلاف از تعدادی انسانهای اژدهاسوار تشکیل شده‌است که کارشان عملیات امداد و نجات است.
David Perlmutter در کتاب Encyclopedia of American Animated Television Shows معتقد است پویانمایی اژدهاسواران، درست مانند دیگر تولیدات آن زمان استودیوی Abrams/Gentile به صورت بسیار نامحسوس برنامه تبلیغاتی خط تولید نوعی اسباب‌بازی بوده‌است. "

## داستان[۴]
ماجرا در قرن ۴۱ و زمانی بعد از «طوفان‌بزرگ»، نبرد اژدهاسواران ماجراجو به همراه انسانها، خزندگان، نژادهایی شبیه گروگیل‌ها را برای کنترل زمین به تصویر می‌کشد. ماجراها در ارتفاعی از سطح زمین رخ‌می‌دهند، در طول داستان مناظر و چشم‌اندازهای غیرقابل سکونت، خشن و بی‌آب‌وعلف زمین را درآن زمان به نمایش می‌گذارد که سطح زمین با گدازه‌های آتشفشانی و رودهایی از مواد مذاب پوشیده شده‌است و به محل زندگی حیواناتی که خود را با آن شرایط سازگار کرده‌اند تبدیل شده‌است. انسانهای باقی‌مانده از طوفان بزرگ در یک شهر معلق با فاصله‌ای، بالاتر از سطح زمین که به نام Airlandis معروف است زندگی می‌کنند. برای تأمین سوخت این شهر معلق اژدهاسواران طی عملیاتی همواره به سطح زمین سفر کرده و بلورهای تخم‌مرغی شکل بنقش رنگی که به Amber (دوبله فارسی بلورکهربا) معروف هستند (معمولاً در حوض‌ها یا رودهای گدازه‌های آتشفشانی برروی سطح زمین یافت می‌شوند) را جمع‌آوری می‌کنند.
ماهیت «طوفان بزرگ» هرگز در داستان ذکر نشده، اگرچه در سکانس آغازین صحنه‌هایی به تصویر کشیده می‌شود که آثار پس از وقوع جنگ هسته‌ای را نشان می‌دهد.
ایرلندس شهری معلق به رنگ طلایی است. ۵ بیوسفر بزرگ در مرکز شهروجود دارد که هرکدام شرایط آب و هوایی مختلف زندگی را برای گونه‌های مختلف زیستی نجات یافته از طوفان بزرگ شبیه‌سازی می‌کنند. شهر یک ناحیه حیاتی به نام مرکزانرژی دارد، که توسط اوراک نگهداری می‌شود. او به‌طور منظم برای تأمین نیرو به کریستال‌های کهربا نیاز دارد. بعلاوه شهر یک باندپروازی برای اژدهاسوران، آشیانه اژدهایان، اتاق جلسات شورای عالی (جایی که مقامات بلندپایه شهر در آنجا باهم گفتگو می‌کنند)، اتاق فرمان (که به نام اسکای واچ شناخته می‌شود، جایی که افرادی با یونیفرم آسمان، زمین و سیستم‌های شهر را نظارت می‌کنند) و زندان تشکیل شده‌است. صحبت‌هایی که بین شخصیت‌های داستان ردوبدل می‌شود نشان می‌دهد، عامه مردم به دنبال محل زندگی بروی سطح زمین هستند که توسط طوفان بزرگ آسیب ندیده باشد. در قسمتی از داستان می‌بینیم که تعدادی از انسان‌ها از طوفان بزرگ توسط یک پایگاه فضایی، به جایی که مادر قهرمانان اصلی داستان درحال حاضر آنجا زندگی می‌کند، فرار می‌کنند.

## شخصیت‌ها
تمام شخصیت‌های اصلی داستان خوب یا اهریمنی، درهنگام نبرد قادرند اژدها سوار شوند، اما فواصل کوتاه را خودشان می‌توانند به تنهایی پرواز کنند. اژدهاسوارن از تکنولوژی استفاده می‌کنند که به موجب آن بال‌هایی شبیه بال‌های سنجاقک (Exo-Wings معروف است) از پشت زره آنها ظاهر می‌شود، درحالی که بال‌وحشت و نیروهای اهریمنی پره‌های بال از شانه‌های آنها جوانه می‌زند. هر دو گونه این بال‌ها پس از اتمام پرواز ناپدید می‌شوند. سلاح اژدهاسوارها، مچ‌بندهای است که گلوله‌های آبی رنگ انرژی از آن شلیک می‌شود، درحالی که سلاح بال وحشت و نیروهای اهریمنی توپ‌هایی پوشیدنی و دستکش مانند است که از آنها گلوله‌ها و مواد مذاب شلیک می‌شود.

### انسان‌ها
زنیث
- کد: اژدهاران یک
- رنگ مو: سفید
- رنگ زره: آبی‌آسمانی
- نوع اژدها: رپتور

رهبر سنجاقک‌ها و فرزند ارشد، زنیث به درستی صداقت و شرافت شناخته می‌شود.
سامیت
- کد: اژدهاران دوم
- رنگ مو: بلوند
- رنگ زره: سبز زیتونی
- اژدها: اسکای فیوری، فیوری (برق آسا)

او دومین فرزند خانواده است. او به شوخ‌طبعی معروف است. تندمزاج بوده و گزینه مناسبی برای مواردیست که نیاز به قدرت بندی بالایی دارند. برای نام او به معنای بلندترین نقطه کوهستان است.
ای‌پکس
- کد: اژدهاران سوم
- رنگ مو: نارنجی
- اژدها: بلیزویند، بلیز

ای‌پکس سومین عضو و تنها فرزند دختر خانواده است. او گزینه مناسبی برای حل مشکلات و مناقشاتی است که نیاز به گفتگو دارد، همچنین در درجه اول او برای توانایی تلپاتی و برقراری ارتباط ذهنی با دایناسورها شناخته می‌شود. هنگام استفاده از قدرت ذهن‌خوانی چشمای او و سوژه‌ای که درحال تلپاتی شدن است، به رنگ نقره‌ای درخشان می‌شود. نام او به معنای «راس بالایی مثلث می‌باشد».
پیک
- کد: اژدهاران چهارم
- رنگ زره: نارنجی/بنفش
- نام اژدها: وینگ استورم، معروف به طوفان (بال طوفان)

پیک کوچکترین عضو خانواده است، و اغلب بی‌دقت بوده، علاقه خاصی به اجرای حرکات اکروباتیک با اژدها دارد که باعث دردسر می‌شود کاملاً خودخواه و بازیگوش است. نام او به معنای نشانگر «اوج»، در تپه یا کوهستان است.
ای‌مود
- کد: اژدهاران پنجم
- رنگ مو: بلوند
- رنگ زره: قهوه‌ای
- اژدها: تایتان

ای‌مود عضو دیگر اژدهاسواران، و دوست نزدیک پیک است. او مهارت جنگاوری دارد، درابتدا رفتار محترمانه ای با اژدهایان نداشت تا اینکه متقاعد شد که باید به آنها احترام بگذارد.
زارکان
- کد: اژدهاران ششم
- رنگ مو: قهوه‌ای
- رنگ زره: مشکی
- اژدها: تاندر

زارکان جز سرباز اژدها سواران و به رهبران وفادار است.
نورا
- کد: اژدهاران نهم
- رنگ مو: نارنجی
- رنگ زره: آبی روشن
- اژدها: بدون نام

نورا دومین زن اژدهاران در ایرلندس بوده، و معشوقه پیک است. او درکنار اژدهاران‌های دیگر با اژدهای خود علیه اهریمنان می‌جنگد.
آرون
- رنگ مو: سفید
- رنگ زره: قرمز

آرون پدر چهارقهرمان اصلی داستان می‌باشد، و غالباً به عنوان مشاور و راهنما عمل می‌کند. او از پاهای خود نمی‌تواند استفاده کند بنابراین مانند دیگران نمی‍تواند راه برود، درعوض بافاصله کمی از سطح زمین شناور است. این قابلیت به وسیله چوبدستی‌اش که مجهزبه بلورکهربا است بوجود می‌آید. او قویترین حامی و عضو قدرتمند مجلس ایرلندس برای عملیات جستجوی پناهگاهی بروری سطح زمین است.

### اُراک
اُراک یک مهندس است وظیفه او تعمیر و نگهداری ژنراتور تأمین انرژی ایرلندس می‌باشد. او کمی ترش‌رو بوده و همیشه با دستکش و یونیفروم کار می‌کند.

### کامسیلور یوشا
او یکی از اعضای عالی‌رتبه پارلمان ایرلندس می‌باشد، درظاهر نشان می‌دهد مقاصد کارهای او به نفع مردم است، اما بی‌صبریش درنهایت موجب شد سامیت را به زندان بفرستد، و درنتیجه بال‌وحشت کنترل شهر را در دست بگیرد. او گاهی هم‌پا با یوشع در کتاب مقدس سنجیده می‌شود.

### جهش‌یافتگان
بال‌وحشت
- رنگ پوست: قرمز
- اژدها: سیاه قلب

او فرمانده اهریمنان است، یک تشکیلات غارمانند ماشینی که به نام «وارنادو» (این نام از ترکیب کلمات جنگ و تورنادو در زبان انگلیسی بوجودآمد) ساخت. او ظاهری گارگول مانند دارد درست شبیه آنچه که در کتاب مقدس از شیطان توصیف شده و در محیطی زشت و کثیف زندگی می‌کند.
ناکتورنا (خفاش شب)
- رنگ پوست: فیروزه‌ای
- اژدها: بی‌نام

او جانشین فرمانده است، ویژگی بارز او خدمت رسانی به بال‌وحشت در ازای داشتن قلمروی برای خودش است. اژدهای او نامی ندارد اما آنها باهم همرنگ هستند، به نظر می‌رسد تا حدودی روی زینث کراش دارد، تاجایی که اجازه عبور به آنها می‌دهد و حتی دربرخی موارد طرف آنها است.
فریت
- رنگ پوست: قهوه‌ای
- اژدها: اسکانک

او خدمتکار بی‌قیدوشرط وفادار بال‌وحشت است. مانند ناکتورنا اژدهای او هم همرنگ خودش است.

## گنگرین
او جزو جهش‌یافتگان است که دانشمند بوده و به بال‌وحشت خدمت می‌کند. او جاه‌طلب است.

## اژدها
سه گونه مختلف از اژدها در داستان وجود دارد. نوع اول و معمول، همان‌هایی هستند که به ایرلندس تعلق دارند. آنها پوستی صاف، و بدنی کشیده و گردن و دمی دراز دارند. دندانهای آنها سوزنی شکل و بالهایی شبیه بال‌های پتروسور دارند که روی دوپا راه می‌روند. تفاوت آنها در رنگ پوست و شکل سرشان است. گونه دوم دارای جثه ای بزرگ، گردنی کوتاه و روی چهاردست و پاحرکت می‌کنند فریت، کرایگو و خفاش‌شب بروی آنها سوار می‌شوند. گونه سوم، منحصراً به سیاه‌قلب تعلق دارد که جثه‌ای بسیار بزرگتر از بقیه دارد و مواد مذاب را خورده و بازدم آتشین از خود خارج می‌کند. همه اژدهایان بینهایت باهوش و فرامین سواران خود را درک می‌کنند. آنها همواره به سواران خود وفادارند.

### رپتور
اژدهاسوار: زنیث
رپتور قدرتمندترین اژدهای ایرلندس است، و به عبارتی با وجود لانه بزرگتر، طوق و نشان نظامی که برگردنش است رهبر اژدهایان دیگر حساب می‌شود. رنگ پوستش آبی، یک شاخ برروی بینی و و دو شاخ تاج مانند برروی سرش دارد. رپتور رغیب تن به تن سیاه‌قلب، و جز یکی از دو اژدهایی است (تنهای اژدهای ایرلندس) که می‌تواند با آن بجنگد.

### رعدآسا
اژدهاسوار: سامیت
او یک اژدهای سبزرنگ با دو شاخ قهوه‌ای است. رعدآسا تنها اژدهای مؤنث قهرمانان داستان است.

### طوفان
یک اژدهای جوان پرانرژی،

### بلیز
اژدهاسوار: ای‌پکس
یک اژدهای سفید با یالی مشکی است. این اژدها بیشتر از بقیه بواسطه قابلیت ارتباط تلپاتی که ای‌پکس دارد به اژدهاسوارخود نزدیک‌تر است.

### سیاه‌قلب
اژدهاسوار: بال وحشت
او یک چهارپای غول‌پیکر، با گردنی بلند، رنگ پوست قرمز که موادمذاب، را مصرف می‌خورد و به صورت آتش یا گازهای گداخته به بیرون پرت می‌کند. او تنها اژدهای همرده رپتور است، اما یکبار توسط رهبر گروهی از اژدهای وحشی (او تقریباً بزرگ‌تر و شبیه سیاه‌قلب بود و می‌توانست از دهان خود آتش خارج کند) گاز گرفته شد.

### فیوری
اژدهاسوار: ناشناخته